# Јоасаф II Цариградски
Јоасаф II Цариградски, познат као "Величанствени" (грч. Ἰωάσαφ ὁ Μεγαλοπρεπής; преминуо после 1565), је био васељенски патријарх Цариграда од 1556. до 1565. године.

## Живот
Јоасаф је рођен у Тракији. Студирао је у Јањини, а затим у Нафплију, учећи арапски, персијски и турски језик. Године 1535. патријарх Јеремија I Цариградски га је посветио за епископа Адријанопоља.
Након смрти Дионисија II Цариградског, изабран је за васељенског патријарха Цариграда у јулу или августу 1556. Успео је да смањи таксу за именовање (пештеш) коју је дуговао османски султан на хиљаду екуа.
Јоасаф II је промовисао учење међу свештенством, реформисао управљање црквеном имовином и побољшао финансије смањујући дугове Патријаршије за половину. Такође је започео велико проширење Патријаршијске палате. Због ових достигнућа, добио је надимак Величанствени (грч. ὁ Μεγαλοπρεπής). Године 1556. основао је у Цариграду Патријаршијску школу, претечу Велике школе нације.
Показао је интересовање за протестантску реформацију, посебно за лутеранство, и 1558. године послао је у Витенберг српског ђакона Димитрија Љубавића да прикупи информације. Године 1559, лутерански теолог Филип Меланхтон му је послао писмо заједно са грчким преводом Аугзбуршке конфесије, али то није произвело никакав ефекат. Неки научници сугеришу да Меланхтоново писмо никада није стигло до Цариграда.
Јоасафова скупа дела, његов охоли став према свештенству и независно управљање финансијама створили су многе противнике међу грчком заједницом. Крајњи узрок његовог свргавања био је повезан са захтевом, 1557. године, Ивана Грозног из Русије, да му се формално потврди титула цара. Уместо да сазове синод ради разматрања овог питања, Јоасаф II је послао у Русију фалсификовани синодски документ како би за себе наплатио богату награду. Његова превара је откривена и свргнут је од стране синода од шездесет епископа 15. јануара 1565. године и прогнан на Свету Гору.
После неког времена, Свети синод му је дозволио да буде враћен у Адријанопољску епархију, где је остао до своје смрти.